# エマーソン・スペンサー
エマーソン・スペンサー (Emerson Lane "Bud" Spencer、1906年10月10日- 1985年5月15日)は、アメリカ合衆国の陸上競技選手。1928年アムステルダムオリンピックの金メダリストである。

## 経歴
スペンサーはスタンフォード大学の学生だった1928年に全米学生選手権に出場。440ヤード走で優勝する。同年には400mで47.0秒の世界新記録も樹立している。
さらに、同年にはアムステルダムオリンピックに出場4×400mリレーにアメリカの第2走者として出場し、3分14秒2の世界新記録で金メダルを獲得した。オリンピックの1週間後、今度はロンドンで、同じく4×400mリレーで3分13秒4と世界記録を更新した。